# Filippo Preziosi
Filippo Preziosi (Perugia, 14 de abril de 1968) es un mánager e ingeniero de motos italiano.

## Biografía
Nacido y criado en Perugia, completó una licenciatura en ingeniería mecánica en la Universidad de Bolonia. Ingresó en Ducati en 1994, supervisó el diseño y desarrollo de la Ducati Desmosedici, la cual, 33 años desde que el último éxito de una casa italiana, llevó al equipo a ganar el campeonato del Mundo de MotoGP en 2007. 
Desde 1994 ha coordinado un grupo de personas, en un principio pequeño y luego fue creciendo, que ha diseñado, desde la Ducati 916 de calle a la versión de carreras que participa en el Campeonato Mundial de Superbikes. 
Más tarde, desarrollaron motocicletas de competición y versiones del motor: Ducati 996 y Ducati 998. 
En el período 1996-1999, además del diseño de las carreras de motos, se dedicó al diseño de las motos de producción como jefe de la ingeniería. 
A partir de 1999 ha asumido la posición de director técnico de Ducati y en ese puesto, supervisó el diseño y desarrollo de motocicletas y motor Ducati 999 de la Desmosedici y Superbike World Championship para el campeonato de MotoGP.
En el año 2000, debido a un accidente de moto durante un viaje a África, quedó paralítico de cintura hacia abajo, y desde entonces también tiene alguna dificultad para mover los brazos.
A partir de 2003 se convierte en el director general de Ducati.